# Зуцелець
Зуцелець (пол. Zucielec) — село в Польщі, у гміні Тшцянне Монецького повіту Підляського воєводства.
Населення — 238 осіб (2011).
У 1975-1998 роках село належало до Ломжинського воєводства.

## Демографія
Демографічна структура станом на 31 березня 2011 року:
|          | Загалом | Допрацездатний вік | Працездатний вік | Постпрацездатний вік |
| -------- | ------- | ------------------ | ---------------- | -------------------- |
| Чоловіки | 124     | 24                 | 84               | 16                   |
| Жінки    | 114     | 21                 | 63               | 30                   |
| Разом    | 238     | 45                 | 147              | 46                   |